# 1863 v loďstvech
Tento článek obsahuje významné události v oblasti loďstev v roce 1863.

## Lodě vstoupivší do služby
- 1863  Kaiser Max a Juan d'Austria – pancéřová fregata třídy Kaiser Max
- 2. ledna –  USS Patapsco – monitor třídy Passaic [1]
- 18. ledna –  USS Weehawken – monitor třídy Passaic [1]
- 9. února –  USS Sangamon – monitor třídy Passaic [1]
- 24. února –  USS Catskill – monitor třídy Passaic [1]
- 26. února –  USS Nantucket – monitor třídy Passaic [1]
- březen  Prinz Eugen – pancéřová fregata třídy Kaiser Max
- 15. dubna –  USS Lehigh – monitor třídy Passaic [1]
- 29. červen –  USS Roanoke – monitor [2]
- 1. července –  Rolf Krake – pancéřová fregata